# FC Bohemians Prag
FC Bohemians  je češki nogometni klub iz grada Praga. Trenutačno se natječe u češkoj Gambrinus ligi.